# Túi mạc nối
Túi mạc nối (hay túi nhỏ, tiếng Anh: omental bursa hay lesser sac) là ngách lớn nhất của ổ phúc mạc nằm trong bụng. Túi mạc nối được hình thành từ mạc nối nhỏ và mạc nối lớn. Ở lớp thú, túi mạc nối thường thông với phần còn lại của ổ phúc mạc qua lỗ mạc nối (hay lỗ Winslow).Túi mạc nối chứa lượng chất béo không đáng kể.

## Các bờ
Bờ trước, các chi tiết từ trên xuống dưới:
Thùy vuông của gan, mạc nối nhỏ, dạ dày, dây chằng gan - đại tràng
Bờ ngoài, các chi tiết từ trước ra sau:
Dây chằng gan - lách, lách, dây chằng hoành - lách
Bờ sau:
Thận trái, tuyến thượng thận, tụy
Bờ dưới (sàn):
Mạc nối lớn, mạc treo đại tràng ngang
Bờ trên:
Gan

## Ảnh

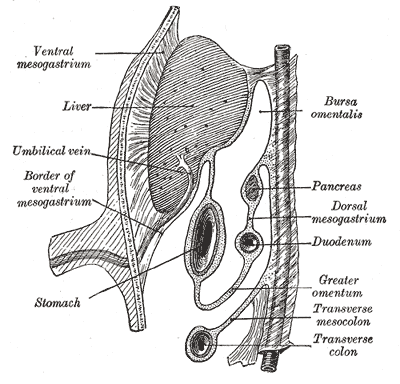
Hình ảnh mô tả túi mạc nối ở thai 8 tuần.
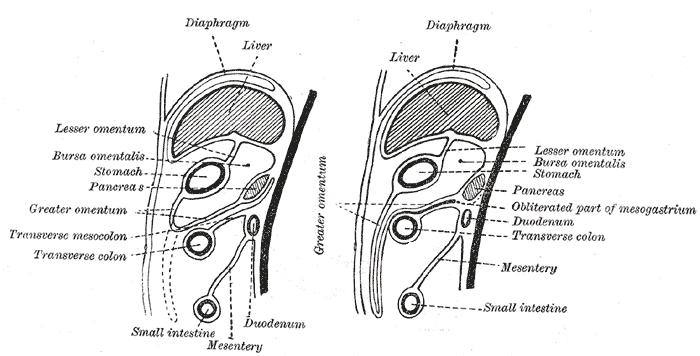
Ảnh mô tả sự phát triển của mạc nối lớn và mạc treo đại tràng ngang.
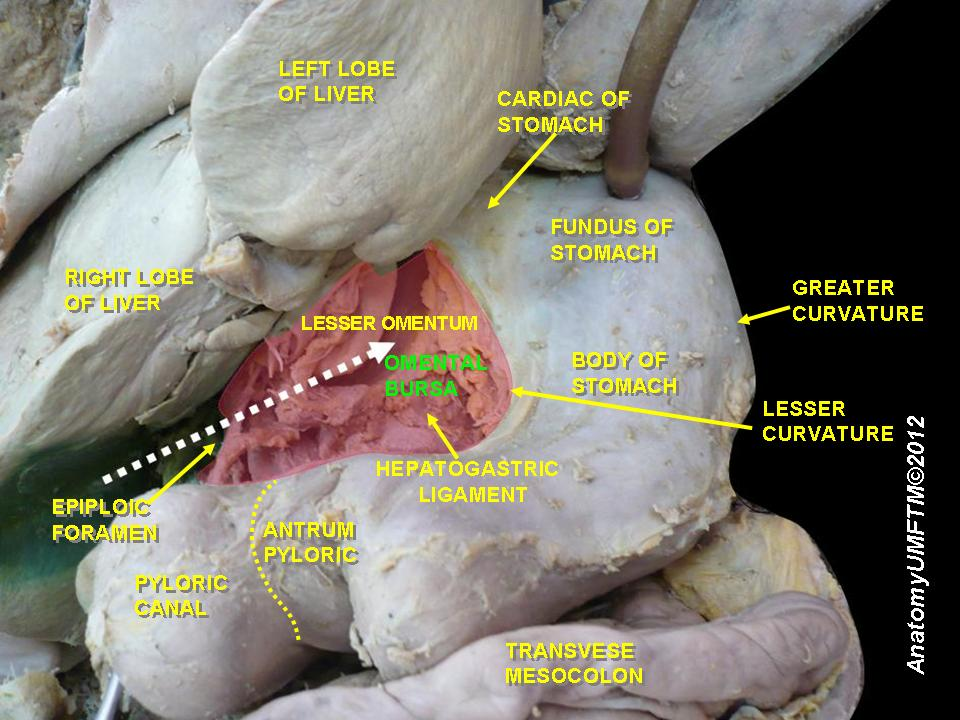
Mạc nối nhỏ (tiếng Anh: Omental bursa)